# Sexta Conferencia Panamericana
La Sexta Conferencia Panamericana se celebró en La Habana del 16 de enero al 28 de febrero de 1928. Algunos autores como Leandro Morgenfel, sostienen que la elección de Cuba como la sede respondió a la situación subordinada que tenía la isla respecto de los Estados Unidos. Aun en ese momento se mantenía el protectorado norteamericano sobre el país caribeño. La invitación a la Conferencia de La Habana se realizó durante el mes de diciembre de 1926 por el Encargado de Negocios de Cuba en Washington.
Una característica de la Sexta Conferencia Panamericana es que, Cuba desde 1925 solicitó a los países pertenecientes a la Unión Panamericana el número de Delegados que asistirían en 1928 a La Habana. Además entre las actividades que destacan del mes en el que se suscitaron los trabajos del evento una de las que destacan es el establecimiento del Derecho Internacional Privado.

## Delegaciones participantes
1. Argentina
2. Brasil
3. Chile
4. Colombia
5. Costa Rica
6. Cuba
7. Ecuador
8. El Salvador
9. Estados Unidos
10. Guatemala
11. Haití
12. Honduras
13. Nicaragua
14. Panamá
15. Paraguay
16. República Dominicana[2]

Además se sumaron Bolivia, México y Perú que estuvieron ausentes de la Quinta Conferencia Panamericana. Bolivia y Perú a causa de la negativa del país anfitrión (Chile) a renegociar el Tratado de Paz de la Guerra del Pacífico, por el cual la provincia de Antofagasta fue anexada al territorio chileno. La ausencia de México se debió a que no contaba con un representante ante la Unión Panamericana reconocido por el gobierno estadounidense; además, se encontraba en el periodo posrevolucionario.

## Programa
- Unión Panamericana. Organización de la Unión Panamericana mediante una convención una preparada por el Consejo Directivo de la Unión Panamericana en conformidad con la resolución de fecha 1 de mayo de 1923 de la Quinta Conferencia Internacional Americana.
- Orden jurídico Inter-americano.

1. Consideración de los trabajos de la Junta de Jurisconsultos que se reunirá en Río de Janeiro.
2. Materias de Derecho Comercial
3. Derecho Marítimo
4. Sociedades constituidas en el extranjero.
5. Nacionalidad
6. Medidas para que las mujeres no pierdan su nacionalidad por el matrimonio.
7. La validez ante las autoridades de los Estados representados en la conferencia o que adhieran sus convenciones.
8. Arbitraje comercial.
9. Eliminación de las diferencias en el régimen jurídico de las letras de cambio y cheques, por medio de un acuerdo internacional o de legislación uniforme.
10. Organización y reglamentación del servicio internacional de cheques y giros postales.
11. Reglamentación de los usos de la fuerza hidráulica y de otros usos y aplicaciones industriales y agrícolas de las aguas de los ríos internacionales.

- Problemas comunicacionales.
- Problemas económicos.
- Problemas Sociales.
- Informe sobre Tratados, Convenciones y Resoluciones.
- Futuras Conferencias.

A destacarse de los debates de esta Conferencia, la defensa del Principio de no intervención realizada por el representante de El Salvador, José Gustavo Guerrero, quien presidía la Comisión de Derecho Internacional Público.

## Convenciones
- Sobre Derecho Internacional
- Aviación Comercial
- Convención Unión Panamericana
- Protección a la propiedad literaria y artística
- Condiciones de los extranjeros
- Funcionarios diplomáticos
- Agentes Consulares
- Neutralidad Marítima
- Asilo
- Deberes y derechos de los Estados en caso de luchas civiles[3]

## Resoluciones, acuerdos y mociones
- Expresión de agradecimiento al presidente Calvin Coolidge de los Estados Unidos
- Voto de gratitud y homenaje al presidente de la República de Cuba
- Invitación a los profesores de la Universidad de La Habana para Concurrir a las sesiones de las Conferencias
- Homenaje a Woodrow Wilson
- Ratificación del Código Sanitario Americano
- Consejeros técnicos en materia de higiene para futuras conferencias y fomento de la salubridad pública
- Conferencias Panamericanas sobre la Cruz Roja
- Congresos panamericanos de periodistas
- Temas de discusión en el programa del próximo Congreso de Periodistas
- Instituto panamericano de Geografía e Historia
- Comisión Panamericana de Bibliógrafos
- Licencia obligatoria a la mujer-madre
- Derechos de la mujer[4]